# Culex propinquus
Culex propinquus är en tvåvingeart som beskrevs av Donald Henry Colless 1955. Culex propinquus ingår i släktet Culex och familjen stickmyggor.
Artens utbredningsområde är Singapore. Inga underarter finns listade i Catalogue of Life.